# Administração Nacional de Telecomunicações
A Administração Nacional de Telecomunicações (Antel) é a empresa estatal de telecomunicações do Uruguai, criada pelo Decreto-lei 14.235, de 25 de julho de 1974. A Antel detém o monopólio de telefonia fixa e serviço de hospedagem no país, porém disputa mercado de telefonia móvel com a Claro e a Movistar. Também oferece serviço de Internet, sendo a única empresa do país a fornecer provedores ADSL.